# دانشگاه کلن

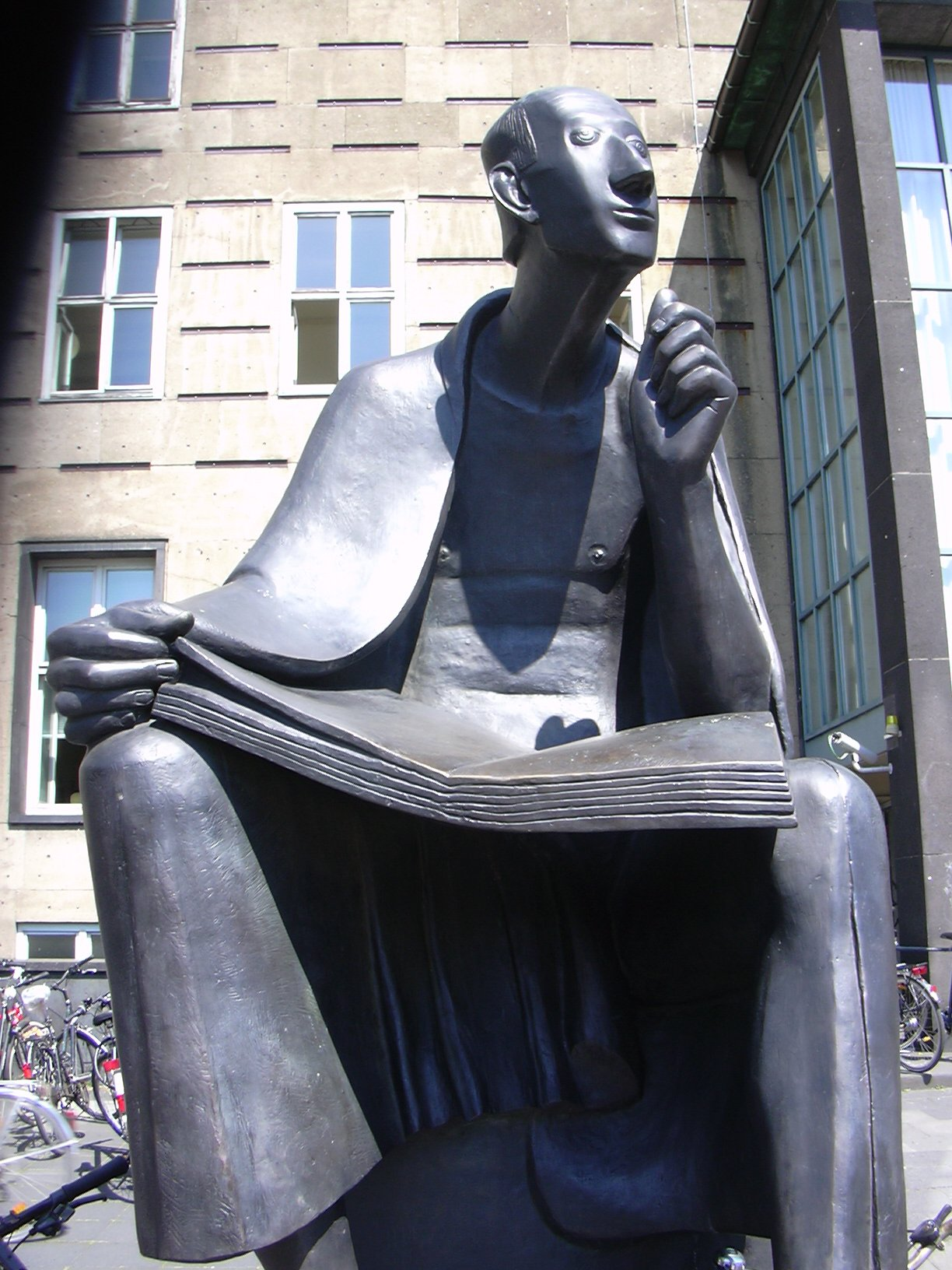
مجسمه یادبود آلبرتوس ماگنوس، فیلسوف بزرگ آلمانی در مقابل درِ اصلی دانشگاه کلن

دانشگاه کُلن (به آلمانی: Universität zu Köln) یک دانشگاه تحقیقاتی دولتی در کلن واقع در ایالت نوردراین-وستفالن آلمان است که در سال ۱۳۸۸ میلادی بنیان‌نهاده شده‌است. این دانشگاه یکی از قدیمی‌ترین  دانشگاه‌های اروپایی است. این دانشگاه با ۴۴هزار دانشجو، یکی از بزرگترین دانشگاه‌های آلمان را تشکیل می‌دهد. دانشگاه کلن وابسته است به بنیاد پژوهش آلمان است که در پیشرفت علمی آن کشور نقش بسزایی دارد.
افرادی همچون آلبرتوس ماگنوس و توماس آکوئیناس، که از بزرگ‌ترین فیلسوفان اروپا در سده‌های میانه هستند، از دانش‌آموختگان دانشگاه کلن می‌باشند.
برخی از برندگان جوایز نوبل نیز از اساتید و فارغ‌التحصیلان این دانشگاه هستند.

## تاریخچه دانشگاه
برخی از کتاب‌هایی که در مورد تاریخچه دانشگاه کلن نوشته شده‌اند.
- Erich Meuthen: Kölner Universitätsgeschichte, Band I: Die alte Universität، 1988, ISBN 3-412-06287-1
- Bernd Heimbüchel und Klaus Pabst: Kölner Universitätsgeschichte, Band II: Das 19. und 20. Jahrhundert، 1988, ISBN 3-412-01588-1
- Erich Meuthen (Hrsg.): Kölner Universitätsgeschichte, Band III: Die neue Universität - Daten und Fakten، 1988, ISBN 3-412-01688-8